# Lázně Kundratice

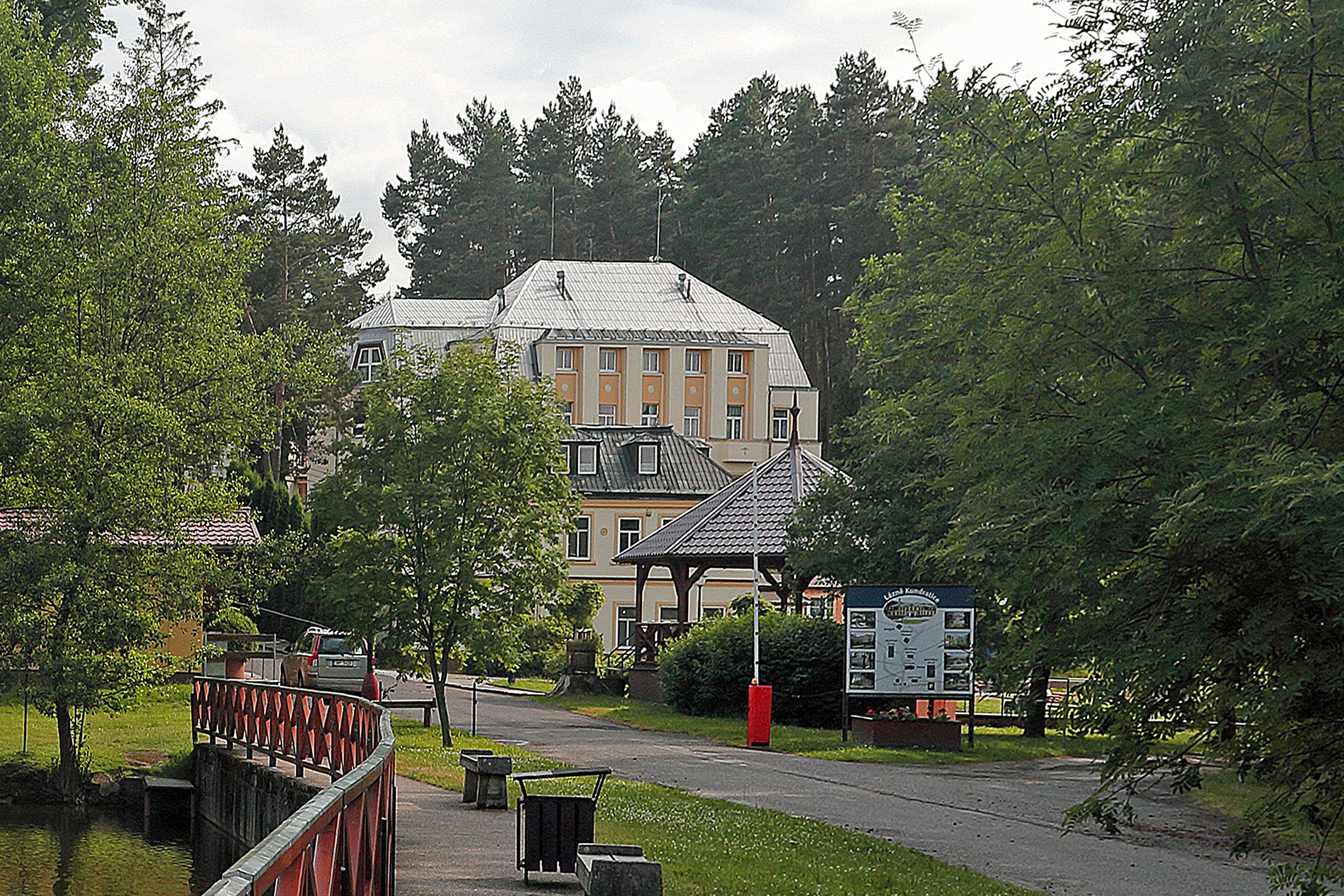
Kurhaus von Bad Kunnersdorf

Lázně Kundratice (deutsch: Bad Kunnersdorf) ist ein Ortsteil der Stadt Osečná in Tschechien. Er liegt einen Kilometer südwestlich von Osečná und gehört zum Okres Liberec.

## Geographie
Lázně Kundratice befindet sich an einem linken Zufluss der Ploučnice in der Ralská pahorkatina. Nachbarorte sind Kundratice im Norden, Osečná im Nordosten, Kotel und Zábrdí im Südosten, Podvrší im Süden und Chrastná im Nordwesten.

## Geschichte
Der Ort war ursprünglich ein Ortsteil von Oschitz in der Grundherrschaft Dewin und trug den Namen Nieder-Oschitz. In einem Kopialbuch im Stadtarchiv von Osečná ist zu lesen: Anno 1661, den 12. April ist Niederoschitz von dem Städtchen Oschitz abgeteilt und genannt worden Kunnersdorf. Die Bewohner lebten in der Hauptsache vom Ackerbau und dem Anbau von Flachs, der am Garnberg durch Abhängen der Pflanzen getrocknet wurde. An der Ploučnice, die den Ort durchfließt, standen drei Mühlen. In Heimarbeit wurden Tuchschuhe in einfacher Ausführung, sogenannte „Potschen“ angefertigt. Von den Bewohnern wurden die Moorlager südlich des Ortes im sogenannten „Brüchtrich“ durch Torfstich zur Brennstoffversorgung genutzt.
Nach dem Ende der Erbuntertänigkeit ab Mitte des 19. Jahrhunderts war Kunnersdorf eine Gemeinde im Gerichtsbezirk Niemes bzw. im Bezirk Böhmisch Leipa. Ende des 19. Jahrhunderts entstand ein kleines Moorbad und der Ort erhielt am 9. Oktober 1901 die Bewilligung sich „Bad Kunnersdorf“ zu nennen, gehörte aber weiter zur Schulgemeinde und der Pfarrei Oschitz.
Aus unbekannter Quelle hat sich eine Geschichte zur Entstehung des Moorbades erhalten. Der Kaufmann Franz Neuhäuser soll versucht haben, das Torfvorkommen wirtschaftlich zu nutzen, um mit Torf als Energiequelle eine Kalkbrennerei zu betreiben, die nicht erfolgreich war. Josef Schwan, Lohgerbermeister und Handelsmann aus Oschitz, erwarb 1879 das Torflager und die Brennerei für 8800 fl. Schwan machte in Kunnersdorf als erster die Heilkraft des Moores der Bevölkerung zugänglich. 1881 errichtete er ein Haus, in dem zwei Moorwannen aufgestellt wurden. Sein Sohn Josef Ignaz Schwan vergrößerte, durch Erfolge ermutigt, das Moorbad, indem er ein neues Kurhaus errichtete und die Infrastruktur verbesserte. Er eröffnete 1900 das neue Bad. Am 22. März 1901 starb Josef Ignaz Schwan an Pneumonie. Seine Frau Maria (1869–1963), Tochter des Weißgerbermeisters Vinzenz Müller aus Wartenberg, führte zunächst das Moorbad weiter. Das Bad erfreute sich steigender Beliebtheit, die Zahl der Kurgäste stieg stetig. Als die Belastung zu groß für sie wurde, verkaufte sie das Bad 1908 an die Stadt Oschitz. Nach der Vertreibung lebte sie mit ihren beiden Töchtern im Saarland.
1913 ließ die Stadtverwaltung von Oschitz Renovierungen vornehmen. Ein neues Kurhaus wurde errichtet, vor dem Badehaus wurde ein neues Portal mit Mansarddach errichtet. Danach förderten die Verwalter Adolf und Franz Rutha, Brüder des Politikers Heinz Rutha die weitere Entwicklung des Bades. Der Badeort erhielt eine Bürgerschule, für welche sich der Ortsschulrat Franz Gröschel einsetzte.
1914 baute eine Hilfskasse in Gablonz an der Neiße ein Erholungsheim für Werktätige. Während des Ersten Weltkrieges war die Kuranstalt ein Erholungsheim für verwundete Soldaten. 1918 nach Gründung der Tschechoslowakei erwarb das Konsortium „Moorbad und Sommerfrische GmbH“ die gesamte Anlage. Von 1938 bis 1945 gehörte Bad Kunnersdorf zum Landkreis Reichenberg im Reichsgau Sudetenland. Während des Zweiten Weltkriegs war es ein Reservelazarett der deutschen Wehrmacht. Nach dem Krieg wurde die Kuranstalt vom tschechoslowakischen Staat bis 1992 in Besitz genommen und weiterbetrieben. Seit 1992 ist der Betreiber des Badebetriebes die AG Lázně Kundratice a.s. In dem Kurbetrieb werden vor allem rheumatische Erkrankungen und Funktionsstörungen der Wirbelsäule behandelt.
Im Jahr 1991 hatte der Ort 378 Einwohner und bestand 2001 aus 119 Wohnhäusern, in denen 491 Menschen lebten.

## Söhne und Töchter des Ortes
- Heinrich Rutha (1897–1937), deutscher Politiker